# 李响 (舞者)
李響（1992年1月4日—），中國青年舞蹈藝術家，中國舞蹈家協會會员，中國文學藝術界聯合會會員，行舞坊创始人兼藝術總監。畢業於中國人民解放軍藝術學院舞蹈系、 曾供職於總政歌舞團(特殊人才引進主要演員)、“國家藝術基金”專案受資助人、中國郵政發行藝術名家系列郵票-文化名人“李響”。
獲解放軍藝術學院錄取後, 李響經常被派參加國家級文化交流表演活動, 包括國內及海外多個國家。2017年, 他成為第二批中國文藝志願者, 並常隨中國舞蹈家協會文藝志願服務團走進田間草原作惠民演出。2019年2月4日，他獲邀參加2019年中央廣播電視總台春節聯歡晚會並擔任開場舞蹈《春海》的領舞。同年, 因參與錄製湖南衛視原創舞蹈競技節目《舞蹈風暴第一季》而走進大眾視野, 開始備受注意。2021年參與湖南衛視節目《披荊斬棘的哥哥》。2022年，首次跨界執導原創戲劇作品《影‧響》, 在當中特別出演, 並為主題曲《觀演者》填詞及演唱。2023年, 為中國舞蹈協會擔任"頂尖舞者"晚會主持人, 參加修麗可SkinCeuticals“守護石窟 守護美”敦煌公益晚宴，表演獨舞《觀音》, 為2023國風大典開場演唱《傳承》及領舞扇舞。2024年, 推出國風原創單曲《出入塵》, 江西獨特音樂元素編創古典舞《舞動故里四時景》, 參加bilibili "明星社團聯盟計畫"再度表演《行者》。
他多次為藝考、舞蹈比賽擔任導師及評委。包括: 海外桃李盃、美國芝加歌辦大師班、中國舞協"2023中國頂尖舞者成長計畫"全國訓練營推選委員、"重慶歌舞團2024年年度專業演員考核"專家評委團及2024年中國舞協"文藝兩新"人員專題理論培訓班擔任特邀授課專家(嘉賓)。

## 主要經歷
李響1992年於吉林省吉林市出生，4歲起進入少年宮學習舞蹈。2002-08年, 他先後就讀於山東濰坊藝術學校及廣東舞蹈學校。2005年，13歲的李響憑獨舞《竹夢》拿下人生首個舞蹈比賽獎項: 廣東舞蹈學校“萌芽杯”一等獎。2006年,首次參加桃李杯舞蹈比賽，憑獨舞《夢》獲得第八屆桃李杯中國舞少年乙組三等獎。2008年，年僅16歲的他以專業課第一名的成績被解放軍藝術學院舞蹈本科班錄取。2010年, 參加第七屆軍藝"紅星杯"技巧組合取得第一名, 在劇目比賽前因參加演出不幸腰部嚴重受傷, 但他仍堅持上場並勇奪金獎, 更以專業及文化科成績第一名, 榮獲學校的一等獎學金。2012年, 大學本科畢業後考入原中國人民解放軍總政歌舞團(軍隊特殊人才引進主要演員)。2012年, 擔任大型舞劇《鐵道遊擊隊》男一號。2014年, 獲邀參加舞劇肥唐瘦宋貳·《蓮花》, 擔任主要演員之一及全劇唯一獨舞演員。2015年7月, 離開總政歌舞團後成為自由舞者。同年, 正式成為中國舞蹈家協會會員。2016年, 創辦北京行舞坊文化傳播有限公司正式展開舞蹈教育事業。
李響幾乎囊括國內舞壇各大專業級賽事金獎, 被譽為全滿貫青年舞蹈家。2009年, 他憑籍《紅藍軍》接連獲得”第五屆CCTV舞蹈比賽”組金獎、”第八屆全國舞蹈比賽”金獎及 “第九屆全軍文藝匯演”金獎。 2010年, 憑獨舞《水墨孤鶴》榮獲解放軍藝術學院第七屆「紅星杯」古典舞組一等獎。2012年, 憑藉古典舞獨舞《花落知多少》獲得第十屆「桃李杯」中國舞青年男子組一等獎，2018年初次亮相荷花盃憑《不眠夜》摘得第十一屆中國舞蹈「荷花杯」現代舞組金獎。
李響受腰傷困擾，患有嚴重的腰椎反弓壓迫神經。2019年參與《舞蹈風暴第一季》時腰傷復發，帶傷演出。2021年於《披荊斬棘的哥哥》 節目中傷患加劇，在腰傷及肌肉撕裂的情況下完成吊威亞的高難度舞台表演。2022年，李響首次執導的原創舞台劇《影‧響》在全國巡演，包括佛山、廣州、廈門、武漢、杭州、西安、四川、重慶等，他亦在當中特別出演。

## 演藝經歷
李響曾多次獲派參加全國、全軍大型晚會表演, 並擔任主要演員。 他亦多次代表中國前赴美國、澳洲、加拿大、歐洲、日本、新加坡、韓國等地參加大型文化交流活動擔任領舞及表演獨舞作品。
李響的演出不限於劇場內。2017-21年期間,他多次以文藝志願者身份參加"送歡樂下基層"慰問演出, 以大地為舞台為百姓表演。
舞劇方面, 李響多次獲邀參加舞劇演出並擔任主要角色。2008年, 首次參演解放軍藝術學院2005級本科畢業大戲舞劇《紅·黑·白》, 並擔任主要演員小鳥。2012年, 為總政歌舞團大型舞劇《鐵道遊擊隊》擔任男一 "小坡"。2014年, 李響憑藉輕快的舞姿贏得了舞劇肥唐瘦宋貳·《蓮花》導演趙小剛的認可，成為第一個被確定參演《蓮花》的演員，並擔任第七章“慧”的主舞, 也是全劇唯一的一段獨舞, 時長9分鐘。《蓮花》在全國首演及23座城市巡演大受歡迎, 他帶佛性禪意的紅蓮花舞讓觀眾留下深刻印象。2015年, 他再獲導演趙小剛邀請參加舞劇肥唐瘦宋叁·《西游》成為全劇唯一的舞蹈演員, 以獨舞90分鐘演繹極富傳奇色彩的玄奘。2016年, 受邀參演舞劇《東遊記》飾演觀音。
除舞台演出, 他亦經常獲邀參與錄製電視台文化藝術及綜藝節目。
2012-16年
除參演舞劇《蓮花》、《西游》及《東遊記》, 李響受邀携十桃金獎作品《花落知多少》參加[身即山川而取之 - "閑舞人" 和他們的"意象中國舞"作品展] 。代表桃李杯金奖选手参加技巧展演, 又為西安市委團拜会表演獨舞《逐·梦》。
2017年
- 受邀前赴美國參加聯合國總部春晚表演《觀音》。
- 4月，携《行者》前赴加拿大溫哥華踏上大型國際舞台: 第八屆”春·綻”藝術盛典(8th Vancouver Spring Show)[10], 又與當地青年現代舞舞蹈團合作表演 《茉莉花》, 擔任領舞及參與編舞工作。

- 7月7日, 赴内蒙 興安盟參加"文藝志願者內蒙行"慰問演出,表演《行者》 。

- 8月, 為"第九屆和樂中國青少年舞蹈節"擔任評審。
- 10月1日，以"中國頂尖藝術家聯盟”成員身份赴美國芝加哥參加華人藝術團主辦的“迎中秋慶國慶”名人綜藝大聯歡表演。

- 11月, 參加解放軍藝術學院建校55周年院慶舞蹈晚會表演《桃李芬芳》。
- 12月，再携《行者》參加"首屆海上絲綢之路國際舞蹈藝術交流周”福州開幕演出[11]。

2018年
- 4月, 受邀中國教育電視台錄製《中國藝考》第二季, 因對基礎訓練嚴格而被稱為"最嚴厲班主任"。
- 8月, 受邀擔任《大童小藝》節目嘉賓。
- 9月, 受邀北京廣播電視台錄製《厲害了我的課》第二季。
- 9月17日, 携《行者》參加"傳承與發展" — 2018年"中華情·中國夢"中國文聯文藝家廈門行惠民慰問演出。
- 9月, 應邀中央音樂學院參加《西域流光》彈撥·擊樂音樂會演出, 一同登上澳大利亞悉尼歌劇院音樂廳及墨爾本演奏中心[12]。
- 11月, 獲中央音樂學院再度邀請參加第三屆彈撥音樂節閉幕式, 為《西域流光》演出。
- 12月，再次攜荷花金獎作品《不眠夜》登上於國家大劇院歌劇院隆重舉行的“舞典華章—2018中國舞蹈年度巡禮”。
- 同年, 先後到貴州遵義及安徽小崗村參加中國舞協“送歡樂下基層”慰問演出。

2019年
- 2月4日，李响担任2019年中央广播电视总台春节联欢晚会开场舞蹈《春海》领舞。
- 5月4日，受邀參加美國芝加哥舉辦的「《清歌響舞》中國音樂舞蹈之夜」文藝晚會並表演了舞蹈《東遊記-觀音》[13] 。
- 8月4日, 應邀完美舞者全明星舞蹈專場(成都站) 再次表演《觀音》。
- 8月20日, 應邀參加國慶70 周年暨澳門回歸20周年 “國舞今韻”舞蹈交流展演活動, 獻上獨舞《行者》, 翌日下午，隨舞協副主席走進澳門培正中學，指導舞蹈特長生及進行藝術對話。
- 8月30日, 再携《行者》登上內蒙古民族藝術劇院參加慶祝中蒙建交70周年文藝晚會”友誼的彩虹”。
- 9月,參與錄製湖南衞視的原創舞蹈競技節目《舞蹈風暴第一季》並獲全國亞軍[14]。

2020年
- 1月8日，李響受邀參加《百花迎春 - 中國文學藝術界 2020 春節大聯歡》表演[15]。
- 1月, 在"2020湖南衛視全球華僑華人春節大聯歡” 節目中為《唐人街上的舞蹈派對》擔任領舞之一。
- 2月, 為"2020湖南衛視小年夜春晚”舞蹈節目表演《霸王別姬》飾演虞姬。
- 7月, 應邀騰訊新聞錄製星素互動紀實真人秀《投入非凡》第四期。
- 9月, 為央視綜藝擔任《非常6+1》 藝能嘉賓。
- 10月及12月，他回歸《舞蹈風暴第二季》舞台作為擂主及幫跳嘉賓[16][17]。
- 12月13日, 在中國舞協推薦下, 進隊國家花滑集訓隊, 為指定參賽運動員進行舞蹈訓練及協助打造一段中國風的舞蹈。[18]

2021年
- 1月, 為廣東衛視錄製品牌節目"國樂大典第三季”助力"張爽快戰隊"演繹《臥虎藏龍》; 同年,《臥虎藏龍》入選中國駐美國大使館"國慶72周年線上招待會"展演節目，收穫中美觀眾一致好評, 中國駐美大使館向電視台發感謝信, 點名李響的舞蹈演出。

- 5月17日，受邀加入馮放個展閉幕活動: 《"殤"-李響x馮放》[19], 與藝術家馮放合作為觀眾做導覽, 以公益方式, 向社會傳達“關注生命”和“全球共同體”的概念，同場表演了獨舞《觀世》。
- 6月4及5日, 獲邀參加舞者之巔全明星Gala(北京站)。

- 8-12月，參與錄製湖南衛視的明星男團競演真人秀節目《披荆斩棘的哥哥》第一季及其衍生節目, 包括: 《哥哥的少年時代》第5及6期、《哥哥的下午茶》EP15、及職業體驗真人秀《我們的滾燙人生》第1-3集，成為烏魯木齊消防滅火救援一班隊員。

- 10月, 獲時尚芭莎美學先鋒晚宴邀請擔任嘉賓，以【殘酷藝術的美——你與舞蹈之間的距離】為題演講。

- 11月,為北京衛視錄製戲曲文化體驗真人秀 "最美中國戲第一季”第6期, 化身好戲推新官體驗越劇《紅樓夢》並以古典舞演繹齣劇碼片段。

- 12月22日, 受邀錄製第十屆搜狐時尚盛典特別策劃之時尚微電影”《進取檔案》第三期:《 從“心”出發》。
- 12月31日, 分別參與錄製"夢圓東方·2022東方衛視跨年盛典"及北京衛視"2022迎東冬奧環球跨年冰雪盛典"。

2022年
- 1月, 擔任北京衛視"冬夢之約2"第六期主要嘉賓及體驗花樣滑冰。
- 1月5日, 受邀參加《時尚先生Esquire》25周年“GENTLE GALA先生之夜”並獲頒「年度突破男藝人」。

- 1月30日, 到武夷山錄製東南衛視"虎年春晚"節目《春日》[20]; 2月15日,《春日》獲選為“四海同春”2022全球華僑華人新春雲聯歡全球直播節目之一[21]。
- 2月2日，參與《百花迎春中國文學藝術界2022春節大聯歡》，表演《青春走在新征程》。

- 4月, 錄製金鷹卡通兒童綜藝節目《愛上幼稚園7》第6期：帶萌娃偶遇可愛動物。
- 6月24日，首次跨界執導戲劇作品《影·響》於重慶施南光大劇院首演, 其後展開全國巡演。
- 8月, 為湖南衛視錄製綜藝節目《披荊斬棘的滾燙夏天》。

- 10月, 再度獲邀參加北京衛視劇曲文化體驗真人秀"「最美中國戲第二季」研讀黃梅戲《天仙配》, 又在吳瓊老師指導下即場合演一段“夫妻雙雙把家還”。
- 10月31日, 為”披荊斬棘1111智趣新潮夜”擔任嘉賓, 並以歌舞演繹原創歌曲《第七顆星星》;
- 11月,受邀參加第十四屆金鷹節開幕式為"中國風尚秀"開場之[典籍的中國]領舞[22]。

- 12月, 為央視大型文化節目錄製"詩畫中國", 與演播藝術名家瞿弦和老師一同擔任《柴門掩雪圖》開卷人, 並以詩及歌舞演繹演繹唐伯虎筆下雪景[23]。

2023年
- 1月, 首次登上央視”YOUNG 在春晚”直播節目再次演唱原創歌曲《第七顆星星》。
- 1月15日, 受邀參加"古韻煥新華彩傳承晚會”以國風歌舞演繹《浮生如夢》。

- 1月24日, , 受邀參加「奮進新征程-2023中國網路視聽年度盛典」國風唱演合作舞臺《萬里長城》及主題曲《中國夢·我的夢》大合唱。
- 2月, 應邀參加搜狐25周年慶典暨搜狐時尚盛典並擔任頒獎嘉賓。

- 6月, 應邀參加bilibili「永遠22! 2023畢業歌會」與孟佳合作《青梅引》展現給合國風歌舞與唱說的特色舞台。
- 7月, 為北京衛視錄製文博文化類節目"博物館之城第二季"擔任第4集:“樂舞見文明 美美與共樂韻交融”主要嘉賓 。

- 8月, 獲修麗可SkinCeuticals邀請參加 “守護石窟 守護美”敦煌公益晚宴，表演獨舞《觀音》。
- 10月4日，為2023國風大典開場演唱《傳承》及領舞扇舞。

- 10月23日, 參與錄製「浙江衛視」創意美食節目《綜聽說很好吃3》, 成為好吃創意提案人, 同場表演親自編排的現代舞《向雲端》。
- 12月,獲邀參加中國舞蹈家協會、廣東省文聯主辦的2023年「頂尖舞者進校園」, 在廣州市執信中學及中山大學兩場收官活動中解鎖了主持人這個新身份，以專業的知識搭配即興的發揮，即場點評參賽作品[24]。

2024年
- 1月, 再次登上央視"YOUNG 在春晚"直播節目演繹原創歌曲《喜聞樂見》。
- 1月30日, 為中國舞協在珠海舉行的「2023年度中國頂尖舞者之夜」擔任晚會主持人，在現場設置的採訪環節中專訪山翀老師及幾位優秀舞者成長背後的故事[25]。
- 2月, 獲邀參加2024星月榜樣盛典並獲頒「年度藝術跨界先鋒」。
- 4月17日, 受邀參加2024舞蹈風暴導師交流分享會, 分享舞臺及教學經驗。
- 7月19日, 應邀央視網為節目「颺聲 - 以遠行之名」擔任嘉賓, 他以《唯有熱愛非同凡響》為題演講, 從刻苦練舞的經歷出發講述對舞蹈的熱愛[26]。
- 8月, 為"舞蹈風暴青少年舞蹈比賽 - 全國精英"總決賽擔任導師及評委。
- 8月14日, 成為設計師首飾品牌monSecret 及Sennos Zhou設計師時裝品牌的品牌摯友, 並首次跨界共同創作monSecret  X Sennos Zhou X 李響 聯名系列 "逐光掠影”。
- 8月14日, monSecret X 李響 聯名系列"逐光掠影”發佈, 錄製的廣告大片"逐光掠影”同日首播。
- 8月28日, 參加 monSecret X 李響 - 晚間茶話會直播, 分享生活靈惑。
- 9月8日, 參加Sennos Zhou 2024秋冬新品發佈會之“京”光日影, 親自演繹共同創作的李響逐光掠影聯名系列, 同場接受品牌專訪。
- 9月9日, 推出原創國風單曲《出入麈》。 十天內在QQ音樂上榜3次, 包括: 全站歌曲最佳表現排名第 106(截止15/9)、流行榜指數第259天最佳排名: 55 (19/9) 及國風熱歌榜第38周: 第6位(19/9)。

- 9月30日, 獲邀參加江西省文化和旅遊廳、央視總台主辦的“如畫江西 潮湧金秋”啟動儀式, 他以江西獨特音樂元素與自然景觀及人文景觀為靈感, 親自編創及表演古典舞《舞動故里四時景》[27]。
- 10月15日, 新華社推出《十年·拾光》系列報導, 專訪約40位元老中青三代文藝工作者，講述“深紮”的故事。舞蹈界三代共4位舞蹈家受訪, 李響是青年代表之一[28]。
- 10月25日, 以親友團身份參加披荊斬棘的哥哥(4)。
- 10月28日, 受邀加入重歌專家評委團為"2024年重慶歌舞團蹈年度專業考核" 評核專業舞蹈演員[29]。
- 11月3日, 參加bilibili "明星社團聯盟計畫"天選new人武漢場擔任推選官, 同場再度表演《行者》。
- 12月4日, 為中國舞蹈家協會及江西省文聯共同主辨的2024年"文藝兩新"人員專題理論培訓班擔任"特邀授課專家(嘉賓)", 分享舞蹈編創、新農村少兒舞蹈美育工程等等[30]。

### 社會公益活動及文化交流演藝活動
| 日期          | 活動                                                                        | 地點                      |
| ------------- | --------------------------------------------------------------------------- | ------------------------- |
| 2011年        | 中日交流演出                                                                | 日本                      |
| 2011年        | 文化交流演出                                                                | 星加坡                    |
| 2013年        | 文化交流演出                                                                | 韓國                      |
| 2017年        | 美國聯合國總部春晚                                                          | 美國                      |
| 2017年4月     | 第八屆《春·綻》                                                             | 加拿大                    |
| 2017年7月7日  | 有一種志願者很"文藝”— 文藝志願者內蒙行                                      | 内蒙古興安盟              |
| 2017年10月1日 | 迎中秋·慶國慶                                                               | 美國                      |
| 2017年11月6日 | 中國舞蹈家協會文藝志願服務團“送歡樂下基層”慰問演出                          | 湖南省瀏陽市              |
| 2017年12月2日 | 首屆海上絲綢之路國際舞蹈藝術交流周開幕演出                                  | 福州                      |
| 2018年1月4日  | 中國舞蹈家協會文藝志願服務團“送歡樂下基層”慰問演出                          | 贵州省遵義市              |
| 2018年9月1日  | 中國舞蹈家協會文藝志願服務團“送歡樂下基層”慰問演出 - 走進小崗村之行         | 安徽省 鳳陽縣小崗村       |
| 2018年9月     | 《西域流光》彈撥．擊樂音樂會                                                | 澳大利亞-悉尼及墨爾本     |
| 2018年9月17日 | 2018“傳承與發展”—“中華情·中國夢” 中國文聯文藝家廈門行惠民慰問演出           | 廈門                      |
| 2019年3月20日 | "馨藝舞動情懷 明德引領風尚" 2019年中國舞協文藝志願服務小分隊“送歡樂 下基層” | 重慶南岸區挺進報舊址      |
| 2019年8月16日 | 中國舞蹈家協會文藝志願服務團"送歡樂下基層"慰問演出                          | 吉林省延邊朝鮮族自治州    |
| 2019年8月20日 | 70 週年國慶暨澳門迴歸 20 週年“國舞今韻”系列活動                             | 中國-澳門                 |
| 2019年8月30日 | 中蒙建交70周年文藝晚會"友誼的彩虹"                                          | 內蒙古烏蘭巴托            |
| 2021年4月7日  | 中國舞蹈家協會文藝志願服務團"送歡樂下基層"慰問演出                          | 湖南省湘潭市 韶山鄉韶陽村 |
| 2021年5月17日 | 馮放個展閉幕活動: "殤”域裡的舞蹈風暴 -李響x馮放"                            | 北京今日美術館            |

### 評審及授課
2016年, 開辦行舞坊正式展開舞蹈教育工作。
2017年 8月,  "第九屆和樂中國青少年舞蹈節”北京賽區決賽(海外桃李杯)擔任評審。
2018年 4月, 獲聘為西安歌舞劇院"中國藝考”年度舞蹈專業考核培訓老師及評委。
2018年12月12日，做客鄭州師範學院舉辦的“名家講堂”作學術報告, 並進行為期兩天的授課與講學。
2019年4月, 美國芝加哥舉辦舞蹈大師班。
2020年12月13日, 在中國舞協推薦下, 進隊國家花樣冰滑集訓隊, 為備賽運動員進行中國舞訓練及協助打造一段中國風的舞蹈。
2023年5月, 獲中國舞蹈家協會委任為 "2023中國頂尖舞者成長計劃"全國訓練營推選委員。
2024年8月, "舞蹈風暴青少年舞蹈比賽 - 全國精英"總決賽擔任導師及評委。
2024年10月28日, "重慶歌舞圑2024年年度專業考核" 擔任專家評委團。
2024年12月4日, 為中國舞協2024年"文藝兩新”人員專題理論培訓班擔任"特邀授課專家(嘉賓)"

## 主要作品
| 演出年份       | 舞劇作品                            | 角色                          |
| -------------- | ----------------------------------- | ----------------------------- |
| 2008年         | 紅·黑·白                            | 主要演員: 小鳥                |
| 2012年         | 鐵道游擊隊                          | 男一號 : 小坡                 |
| 2014年6月      | 肥唐瘦宋系列·贰《蓮花》 預演 (上海) | 領銜主演 及 《紅蓮花舞》 獨舞 |
| 2014年9月      | 肥唐瘦宋系列·贰《蓮花》首演 (北京)  | 領銜主演 及 《紅蓮花舞》 獨舞 |
| 2015年 3月-5月 | 肥唐瘦宋系列·贰《蓮花》全國23場巡演 | 領銜主演 及 《紅蓮花舞》 獨舞 |
| 2015年11月     | 肥唐瘦宋系列·贰《蓮花》(國家大劇院) | 領銜主演 及 《紅蓮花舞》 獨舞 |
| 2016年         | 肥唐瘦宋系列·贰《蓮花》(北京)       | 領銜主演 及 《紅蓮花舞》 獨舞 |
| 2015年12月     | 肥唐瘦宋系列·叁《西遊》首演         | 玄奘 (全劇唯一舞蹈演員)       |
| 2016年         | 東遊記                              | 觀音                          |

| 首演年份 | 舞蹈作品                          | 類型             |
| -------- | --------------------------------- | ---------------- |
| 2005年   | 竹梦                              | 古典舞(獨舞)     |
| 2006年   | 夢                                | 古典舞(獨舞)     |
| 2007年   | 瑶族精品展示课                    | 領舞             |
| 2008年   | 稻草人                            | 獨舞             |
| 2009年   | 鳥之歌                            | 現代舞(獨舞)     |
| 2009年   | 紅藍軍                            | 群舞             |
| 2009年   | 一片羽毛                          | 群舞             |
| 2010年   | 水墨孤鶴                          | 古典舞(獨舞)     |
| 2011年   | 為愛同行                          | 原創雙人舞       |
| 2011年   | 島上的日子                        | 獨舞             |
| 2011年   | 红绸舞                            | 領舞             |
| 2012年   | 花落知多少                        | 古典舞(獨舞)     |
| 2013年   | 士兵與槍                          | 領舞             |
| 2013年   | 晨風                              | 獨舞             |
| 2016年   | 逐·梦                             | 獨舞             |
| 2017年   | 茉莉花                            | 領舞             |
| 2017年   | 行者                              | 古典舞(獨舞)     |
| 2018年   | 不眠夜                            | 現代舞(獨舞)     |
| 2018年   | 《西域流光》琵琶与舞              | 獨舞             |
| 2019年   | 春海                              | 古典舞(領舞)     |
| 2019年   | 行者                              | 古典舞(獨舞)     |
| 2019年   | 偶                                | 當代舞(獨舞)     |
| 2019年   | 海上鋼琴師                        | 當代舞(獨舞)     |
| 2019年   | 塑                                | 當代舞(雙人舞)   |
| 2019年   | 我和我                            | 現代舞(獨舞)     |
| 2019年   | 理想                              | 當代舞領舞       |
| 2019年   | 歸                                | 古典舞(獨舞)     |
| 2020年   | 霸王別姬                          | 古典舞(三人舞)   |
| 2020年   | 唐人街上的舞蹈派對                | 領舞             |
| 2020年   | 瞧                                | 當代舞(獨舞)     |
| 2020年   | 守護 Guard                        | 三人舞           |
| 2020年   | 未知的真相                        | 現代舞(獨舞)     |
| 2021年   | 人間                              | 古典舞(雙人舞)   |
| 2021年   | 竹林間                            | 雙人舞           |
| 2021年   | 綺夢長安                          | 古典舞(獨舞)     |
| 2021年   | 卧虎藏龍                          | 古典舞(獨舞)     |
| 2021年   | 觀世                              | 古典舞(獨舞)     |
| 2021年   | 李響X穀雨大片                     | 現代舞           |
| 2022年   | 冰嬉圖                            | 古典舞(三人舞)   |
| 2022年   | 這世界那麼多人                    | 歌舞(三人舞)     |
| 2022年   | 春日之《國風水墨舞》              | 古典舞(獨舞)     |
| 2022年   | 《追光》之 "萬物聚焦”及 "夜梟2.0” | 藝術短片         |
| 2022年   | 中華風尚秀《中國》                | 古典舞           |
| 2022年   | MINE家居千紗共舞                  | 品質大片         |
| 2023年   | 浮生如夢                          | 國風歌舞(雙人舞) |
| 2023年   | 青梅引                            | 國風歌舞         |
| 2023年   | 傳承                              | 國風歌舞         |
| 2023年   | 沒啥了不起只是更較真              | 品質大片         |
| 2023年   | 向雲端                            | 現代舞           |
| 2024年   | 波摩29年時光永恆系列              | 品質大片         |
| 2024年   | 華為FreeClip                      | 雙人舞           |
| 2024年   | 逐光掠影                          | 品質大片         |

## 音樂作品
| 年份   | 單曲                            |
| ------ | ------------------------------- |
| 2020年 | 熄燈                            |
| 2021年 | 喜聞樂見                        |
| 2021年 | 第七顆星星                      |
| 2022年 | 墜落星空 (合唱)                 |
| 2022年 | 观演者（舞台劇《影‧響》主題曲） |
| 2024年 | 出入塵                          |

## 固定綜藝
| 日期          | 節目                             | 平台           | 類型                     |
| ------------- | -------------------------------- | -------------- | ------------------------ |
| 2018年4月     | 中國藝考(第二季)                 | 中國教育電視台 | 舞蹈專業班主任兼任課老師 |
| 2019年        | 《舞蹈風暴第一季》               | 湖南衛視       | 參賽者 (全國亞軍)        |
| 2020年3月     | 公益藝考模擬節目《加油！藝考生》 | 虎牙直播       | 藝考助力官               |
| 2020年7月7日  | 投入非凡                         | 騰訊新聞       | 嘉賓                     |
| 2021年8月12日 | 披荊斬棘的哥哥(第一季)           | 湖南衛視       | 參賽嘉賓                 |
| 2022年8月17日 | 披荊斬棘的滾燙夏天               | 芒果TV         | 嘉賓                     |

## 獲獎記錄
| 獎項                                                            | 得獎作品   |
| --------------------------------------------------------------- | ---------- |
| 廣東舞蹈學校2005年「萌芽杯」舞蹈比賽一等獎                      | 竹夢       |
| 第八屆桃李杯舞蹈比賽中國舞少年(男)乙組三等獎                    | 夢         |
| 第五屆CCTV電視舞蹈大賽羣舞組表演金獎                            | 紅藍軍     |
| 第八屆全國舞蹈比賽金獎                                          | 紅藍軍     |
| 第九屆全軍文藝滙演金獎                                          | 紅藍軍     |
| 文華藝術院校獎 - 第十屆「桃李杯」舞蹈比賽中國舞青年男子組一等獎 | 花落知多少 |
| 國家藝術基金舞劇編導人才項目                                    | 蝶         |
| 第十一屆中國舞蹈「荷花盃」現代舞組一等獎                        | 不眠夜     |

| 年份   | 獎項                                                         |
| ------ | ------------------------------------------------------------ |
| 2019年 | 保利發展北京公司第二屆“光之盛典”「最受歡迎城市有光青年領袖」 |
| 2019年 | 第十六屆MAHB年度先生盛典「年度榜young」                      |
| 2022年 | 時尚先生25周年 先生之約「年度突破藝人」                      |
| 2024年 | “星月對話”榜樣的力量「年度跨界藝術先鋒」                     |

## 外部連結
- 舞者李響的新浪微博 （页面存档备份，存于）
- 李響的Instagram